# Canada Bandy
Canada Bandy är det styrande organet för bandy i Kanada. Huvudkontoret ligger i Winnipeg. Canada Bandy grundades 1983 och blev medlem i Federation of International Bandy den 6 juli samma år.

## Bandy Québec
I Québec har ryskfödda Lolita Nagnibedovsky grundat organisationen Bandy Québec, syftet är att sprida bandyn vidare i den fransktalande delen av Kanada. Med hjälp av ryska hockeyspelare anordnas bland annat bandyskolor för ungdomar.